# معركة قمة جبل المغار
معركة قمة جبل المغار وقعت خلال هجوم جنوب فلسطين في الحرب العالمية الأولى.